# Isi (Beamter)
Isi (auch Izi) war ein ägyptischer Beamter, der am Ende der 5. und in der 6. Dynastie um 2300 v. Chr. in Edfu amtierte.

## Belege
Dieser Beamte wurde in Edfu in einer Mastaba bestattet, die sich direkt neben der Stadt befindet. Dort fand sich auch eine Biographie, die von seiner Karriere unter verschiedenen Königen berichtet. Jedoch ist diese Inschrift stark zerstört und lässt sich nur schwer rekonstruieren. Isi war einer der ersten Beamten mit dem Titel „Oberhaupt eines Gaues“. Dieser Titel wurde in der Ersten Zwischenzeit zum wichtigsten Titel der Gaufürsten.

## Seine Bedeutung
Izi wurde nach seinem Tod, vor allem in der Zweiten Zwischenzeit, zu einem Lokalheiligen. Viele Leute stellten an seinem Grab Stelen auf, in deren Opferformel Isi wie ein Gott verehrt wurde. Hier wird er auch als Wesir bezeichnet, obwohl er diesen Titel wohl nie zu Lebzeiten trug.